# Piotr Artomiusz
Piotr Artomiusz, inne formy nazwiska: Artomius; Krzesichleb, (ur. 26 lipca 1552 w Grodzisku Wielkopolskim, zm. 2 sierpnia 1609 w Toruniu) – toruński teolog i kaznodzieja luterański, pisarz religijny i autor kancjonału.

## Życiorys
Urodził się w Grodzisku Wielkopolskim w rodzinie mieszczańskiej. Jego ojciec, Łukasz Krzesichleb, był szewcem i ławnikiem miejskim. Zgodnie z renesansowym zwyczajem przybrał sobie nazwisko na modłę antyczną. Uczęszczał do szkoły w rodzinnym Grodzisku. W roku 1573 był nauczycielem domowym Ostrorogów. Dzięki ich wsparciu wyjechał za granicę, a w roku 1577 rozpoczął (wpisany w poczet studentów) studia uniwersyteckie w Wittenberdze, będącej wówczas głównym centrum szerzenia reformacji. Po powrocie do Polski (1578) rozpoczął działalność jako kaznodzieja kościoła ewangelickiego w Warszawie. Trzy lata później (1581), po zburzeniu zboru i zakazie nabożeństw ewangelickich w obrębie miasta, przeniósł się do Węgrowa. W roku 1584 zamieszkał w Kryłowie. Dwa lata później (1586) został powołany na kaznodzieję w toruńskim kościele Najświętszej Maryi Panny i aż do śmierci był związany z tym miastem. Miał umiarkowane poglądy teologiczne, był zwolennikiem zgody sandomierskiej z roku 1570, był podejrzewany o sprzyjanie i współpracę z kalwinami (rzeczywiście Artomiusz współpracował z kalwinami). W roku 1585 objął stanowisko seniora dystryktu bełskiego. Rok później (1586) wyjechał do Torunia, gdzie do końca życia pełnił urząd polskiego kaznodziei. W 1603 roku jako autor trafił do pierwszego polskiego Indeksu Ksiąg Zakazanych powstałego z inicjatywy biskupa Bernarda Maciejowskiego. Zmarł 2 sierpnia 1609 w Toruniu, w wieku 57 lat.

## Twórczość
Artomiusz był znanym pisarzem religijnym posługującym się polszczyzną renesansową oraz pedagogiem związanym z Gimnazjum Akademickim w Toruniu. Pisał liczne panegiryki, kazania, utwory religijne, pieśni kościelne. Najważniejszym jego dziełem był kancjonał w języku polskim wydany w 1587, zatytułowany Cantional albo Pieśni Duchowne z Pisma Ś. ku czci a chwale P. Bogu sporządzone. Do lat 20. XVIII wieku doczekał się 11 dalszych wydań i przeróbek. Kancjonały Artomiusza odegrały znaczą rolę w dziejach ewangelickiego piśmiennictwa religijnego i muzyki staropolskiej. W ramach prac nad podręcznikami dla toruńskiego gimnazjum wydał w 1591 słownik łacińsko-niemiecki-polski zatytułowany Nomenclator selectissimas rerum appelationes tribus linguis Latina, Germanica, Polonica explicatas indicans in usum scholarum Borussiacarum et Polonorum, który był przeróbką łacińsko-niemieckiego słownika Johanna Bibera. Trójjęzyczny Nomenclator był najczęściej wznawianym słownikiem polskim w XVII wieku, ale większość edycji podpisana była fałszywie nazwiskiem Murmeliusza. Najważniejsze jego dzieła:
- Cantional, to jest pieśni chrześcijańskie, Toruń 1578, drukarnia A. Coteniusz; wyd. następne: pt. Cantional albo Pieśni duchowne, Toruń 1587; Toruń 1596; Toruń 1601; Toruń 1620; Toruń 1638; Gdańsk 1640; Gdańsk 1647; Toruń 1648; Toruń 1672; Toruń 1697 (2 edycje); Lipsk 1728. Jeden utwór przedr.: Śpiewnik Kościoła ewangelicko-augsburskiego w Polskiej Rzeczypospolitej Ludowej, Warszawa 1956, nr 258
- Thanatomachia, to jest bój ze śmiercią, Toruń 1600, drukarnia A. Coteniusz
- Posłanije do Simona erietika Budnogo; wyd. w: P. Gildebrandt: Pamiatniki polemiczeskoj litieratury w Zapadnoj Rusi, "Russkaja Istoriczeskaja Bibliotieka" t. 4 (1878).